# 心跳回忆3 ～在约会的地方～
《心跳回忆3 ～在約定的地方～》是一款由科乐美制作和发行的戀愛模擬遊戲，簡稱《Tokimemo 3》（ときメモ3），是《心跳回忆系列》第三作、唯一使用三维计算机图形技術的世代。本游戏于2001年12月20日在PlayStation 2发行。

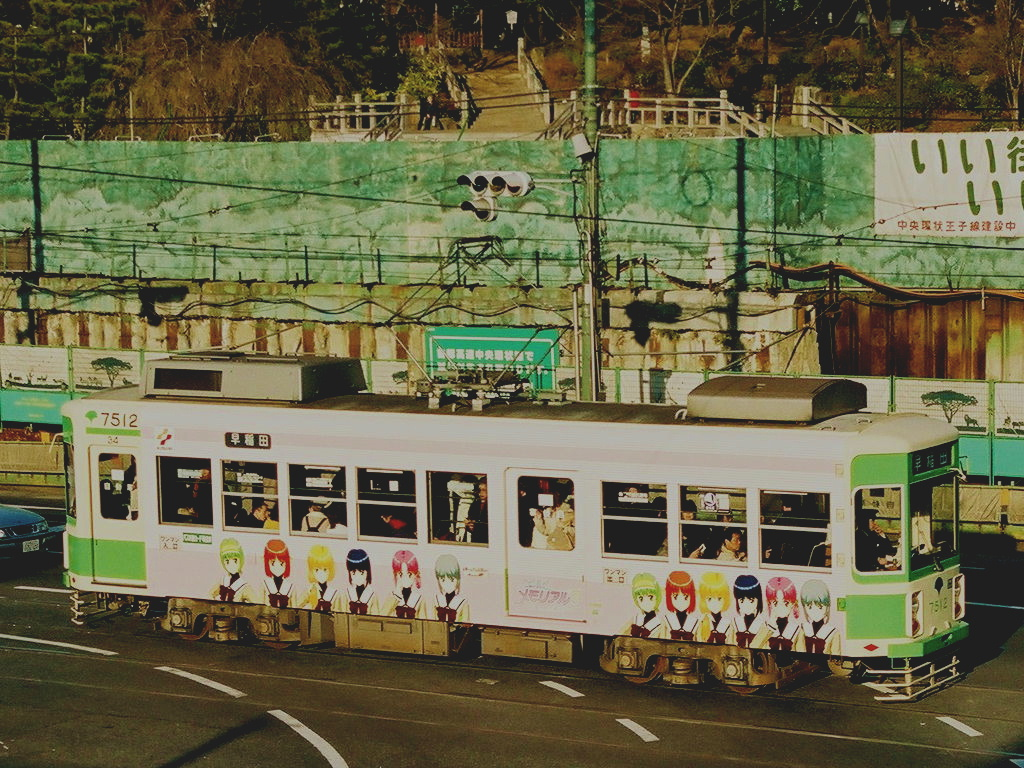
東京都交通局7500型電車的《純愛手札3》車體彩繪

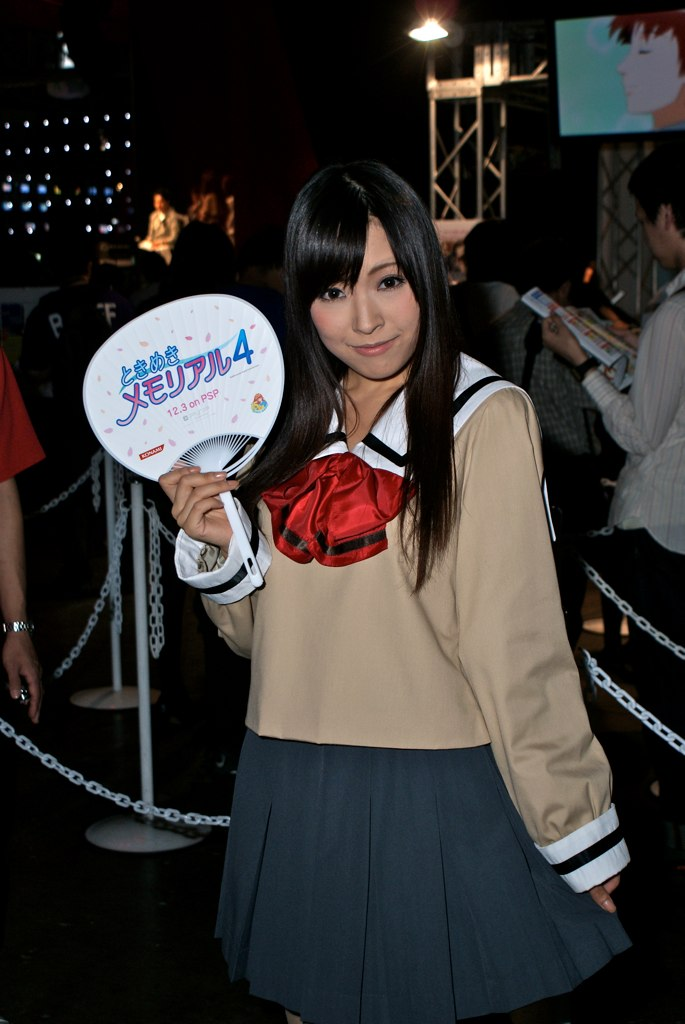
2009東京電玩展，科樂美攤位的《純愛手札4》宣傳模特兒，穿著《純愛手札3》もえぎの高中女生制服

本游戏的主場景是もえぎの高中，主要角色有以下：
- 牧原优纪子（配音：神田朱未）
- 相泽千岁（配音：川口宰曜子）
- 御田万（橋本涼子）
- 河合理佳（配音：服部加奈子）
- 橘惠美（配音：安田未央）
- 神条芹华（配音：皆川純子）
- 渡井霞（配音：町井美紀）
- 和泉穗多琉（配音：片岡千珠）
- 白鸟正辉（配音：今村卓博）
- 矢部卓男（配音：田中大文）

《Fami通》给予本游戏的评分为34/40。

## 外部連結
- 《心跳回忆3》官方網站 （页面存档备份，存于）